# دانشگاه لویی‌ویل
دانشگاه لویی‌ویل (به انگلیسی: University of Louisville (UofL)) یک دانشگاه تحقیقاتی دولتی در لویی‌ویل واقع در ایالت کنتاکی آمریکا است که در سال ۱۷۹۸ میلادی بنیان‌نهاده شده‌است. 
دانشگاه لویی‌ویل در مقطع کارشناسی بیش از ۷۰ رشته تحصیلی ارائه می‌کند. این دانشگاه همچنین ۷۸ رشته تحصیلی در مقطع کارشناسی ارشد و ۲۲ رشته در مقطع دکترا ارائه می‌کند.
دانشگاه هم‌اکنون ۱۲ دانشکده و کالج مختلف دارد که عبارتند از:

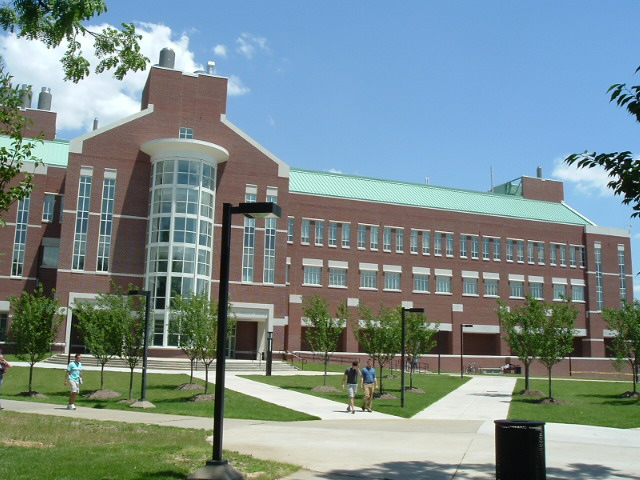
ساختمان تحقیقاتی «بلک نپ»

دانشکده هنر و علوم
دانشکده اقتصاد و مدیریت
دانشکده آموزش و علوم انسانی
دانشکده تحصیلات تکمیلی
دانشکده مهندسی
دانشکده علوم اجتماعی کنت
دانشکده حقوق
دانشکده پزشکی
دانشکده دندان‌پزشکی
دانشکده موسیقی
دانشکده پرستاری
دانشکده بهداشت عمومی و علوم ارتباطی

## نگارخانه

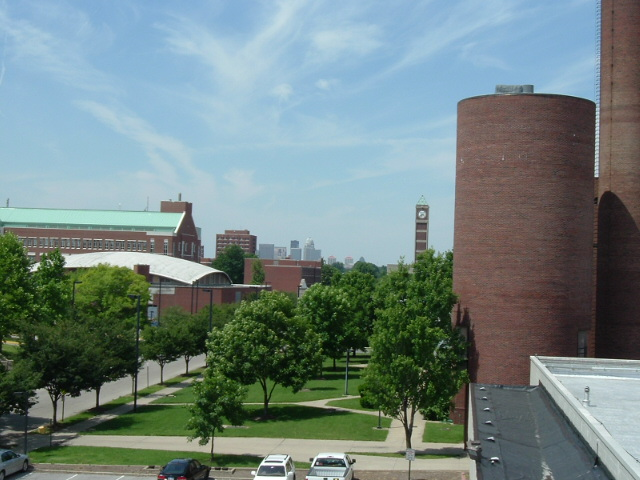
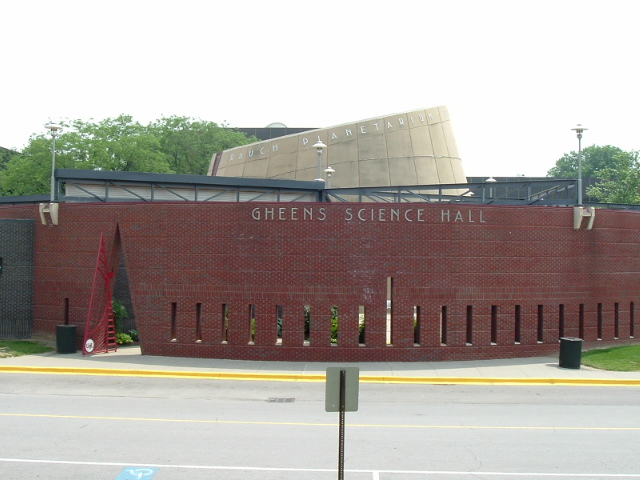
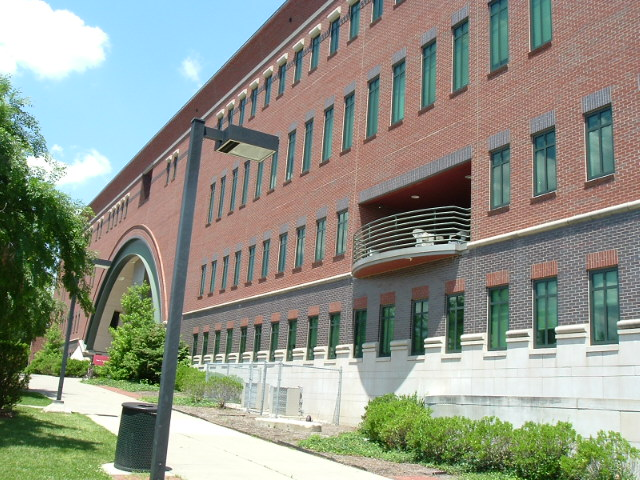
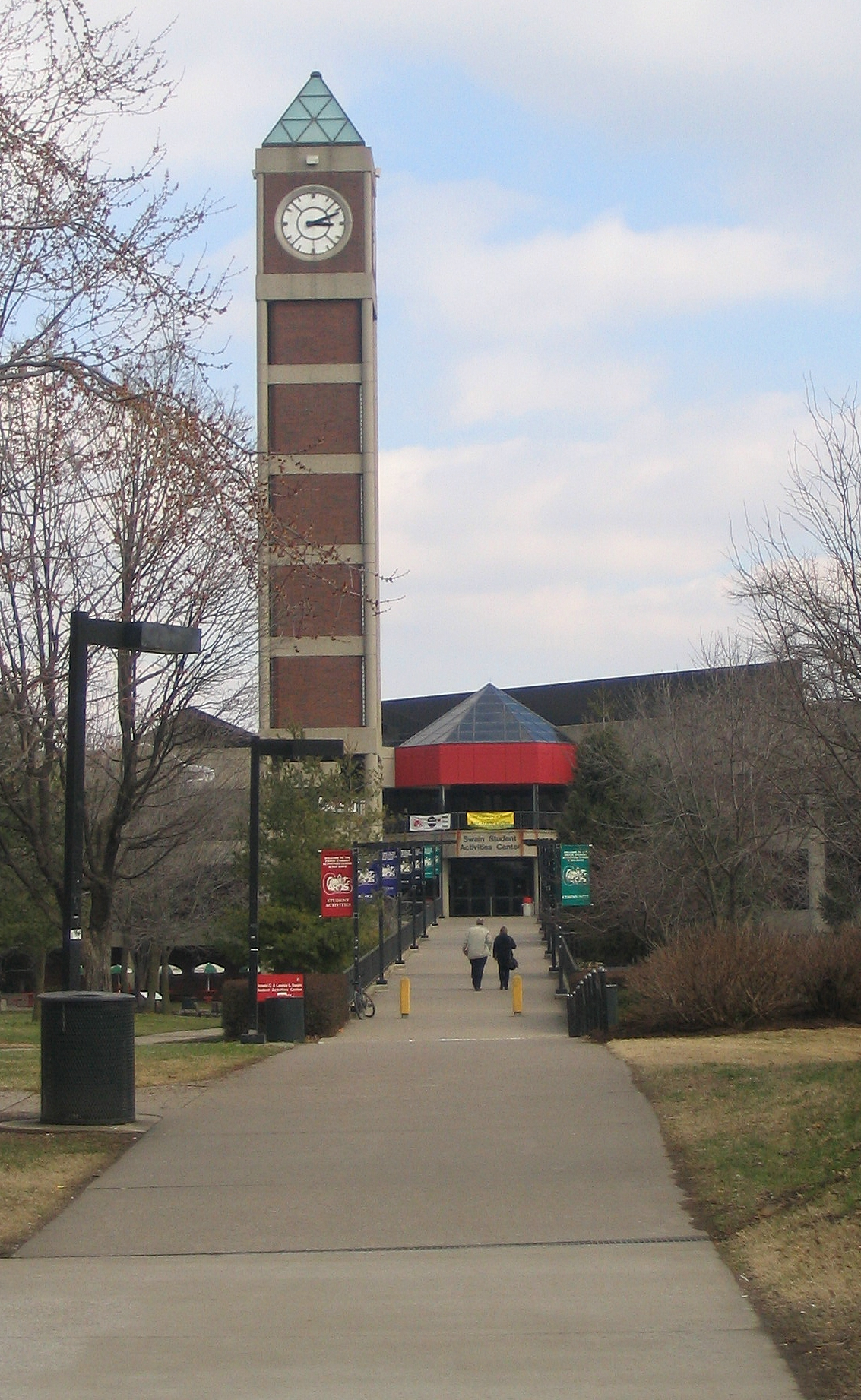
مرکز فعالیتهای دانشجویی